# William Spence (matemàtic)
Willam Spence (1777-1815), va ser un matemàtic aficionat escocès.
En acabar la seva educació primària, va ser enviat a Glasgow per a formar-se com a fabricant, sota la supervisió d'un amic del seu pare: Mr. Struthers. Això el va portar a decidir-se per aprofundir en les matemàtiques. El 1797, en morir Mr. Struthers, va tornar a Greenock per viure amb la seva mare, ja que el seu pare ja havia mort una mica abans.
Spence, amb alguns joves amics, van crear a Greenock una petita societat literària, en la que sempre va destacar pel seu talent. La societat es va anar reunint regularment fins al 1804, i el 1805, quan les reunions es va començar a espaiar, Spence va viatjar per Anglaterra amb un amic.
El 1808 va romandre uns quants mesos a Londres i el 1809 va publicar An Essay on the Theory of the Various Orders of Logarithmic Transcendents, que el va revelar com un dels primers matemàtics britànics en mostrar la seva predilecció per Lagrange i per Arbogast.
Poc després del seu matrimoni, va caure malalt a Glasgow on va morir de sobte.
Gicciardini diu que es pot considerar l'obra de Spence com l'intent groller d'un matemàtic provincià i desconegut de trencar amb la tradició del càlcul de fluxions i substituir-lo per l'anàlisi continental. Malgrat això, els seus assaigs, publicats de forma pòstuma per John Herschel, i altres escrits (potser alguns d'ells definitivament perduts), demostren un matemàtic brillant en el camp de les equacions diferencials i en diferències.
De particular interès és el seu article (en dos parts) titulat Essay on the theory of the various orders of logarithmic transcendents en el que estableix les bases del que es denomina dilogaritme o funció de Spence.